# Навчальна гра
Навчальна або освітня гра — це вид гри, розроблений з метою кращого засвоєння навчального матеріалу за допомогою ігрових елементів. Навчальні ігри покликані допомогти людині у вивченні конкретних об'єктів, розробці концепцій, осмисленні історичних подій, культурного розвитку, а також освоєнні нових вмінь в ході ігрового процесу.
Дані ігри можуть ділитись залежно від спрямування на настільні, карткові та відеоігри. З того часу, як батьки та вихователі усвідомили психологічні потреби при навчанні, а також їх позитивний вплив на процес засвоєння матеріалу, концепція симуляційних ігор стала одним з провідних освітніх інструментів. Симуляції є інтерактивними розвагами, які навчають учасників ставити цілі, визначати правила, адаптуватись у різних ситуаціях, розв'язувати проблеми, вибудовувати взаємодію з іншими гравцями, створюючи при цьому єдину історію, сюжетну лінію.
Такий вид ігор задовольняє фундаментальні потреби людини у здобутті знань, забезпечуючи задоволення, активну участь в процесі, структурованість мислення, мотивацію, адреналін, креативність, соціальну взаємодію та емоції від самої гри, поки відбувається навчання.

## Відеоігри
Завдяки збільшенню досяжності різних технічних пристроїв відбулась зміна у видах ігор, яким люди надають перевагу. Відеоігри почали використовуватись значно частіше, ніж традиційні. Бараб (2009 р.) визначає концептуальну гру як «стан зацікавленості, що включає в себе (a) проектування на гравця ролі персонажа, який, (b) будучи залученим в частково вигаданому контексті проблеми, (c) повинен застосувати концептуальне усвідомлення, щоб зрозуміти зміст та трансформувати контекст». Метою такого ігрового простору є заохочення гравця до участі в сюжеті під час здобуття когнітивних та соціальних навичок. Здатність зануритись в ігровий процес підвищує «чуттєве сприйняття», яке відбувається, коли гравець ідентифікує себе з персонажем, якого він обрав, та уявним середовищем гри (Бараб, 2009). 

## Ігрофіковане навчання
Ігрофіковане навчання — це вид ігор, що забезпечує певний освітній результат. Загалом, таке навчання розроблене для врівноваження теоретичного осмислення предмету з процесом гри та для розвитку здатності гравця застосовувати даний предмет в реальному світі.

## Витоки
У своєму класичному есе «Поза естетичним вихованням людини» Йоганн-Фрідріх Шиллер розмірковує над грою як над рушієм цивілізації, який допомагає людям піднятись над їхніми інстинктами та стати членами освіченого суспільства. Він стверджує, що «люди тільки тоді повною мірою є людьми, коли перебувають в стані гри». І хоча текст обмежується переконаннями автора щодо концепцій свободи та краси, він, попри це, дає підстави для розвитку Йоганом Гейзингом його вчення Homo Ludens.
Протягом довгого часу ігри використовувались як вид освіти. Завдяки стародавній грі в шахи середньовічні дворяни навчались стратегії ведення війни. В ході Громадянської війни добровольці з Род-Айленда грали в американський крікшпіль, який ще в 1812 році був створений для тренувань прусських офіцерів. Тоді ж на початку 19-го століття Фрідріх Фребель створив концепцію дитячого садка. Його основна ідея полягала в навчанні шляхом гри. Діти були в захваті від Фребелівських подарунків, зокрема таких простих навчальних іграшок, як: блоки, швейні набори, глина, і ткацькі матеріали. 

### Теорія
Згідно з теорією Річарда Вен Ека існує три основні підходи у створенні програм, що стимулюють когнітивний розвиток гравця. Цими підходами є: розбудова ігор з нуля, запропонована педагогами та програмістами, інтеграція комерційних продуктів для окремих корпоративних груп та створення ігор з нуля студентами. Найменш затратним з погляду ціни та часу є включення таких комерційних розробок у шкільне навчання за умови усвідомлення викладачем результатів таких впроваджень. Це вимагає у вчителя віри у позитивні наслідки використання цифрових ігор в освіті. Також необхідною складовою є адекватне самосприйняття вчительської ролі. У випадку ж, якщо педагог недостатньо досвідчений для їх впровадження в освітній процес, він не буде ефективним і не матиме необхідних результатів. Тим не менш, Гербер і Прайс (2013) виявили, що відсутність вчительського досвіду в цифрових технологіях не перешкоджає педагогам впроваджувати їх в програму, проте навчальні заклади мають забезпечувати постійний професійний розвиток освітян, створювати професійні спільноти для обміну досвідом та гарантувати відповідну фінансову підтримку для введення ігрових програм в процес навчання. 
Ігри часто включають елемент фантазії, що залучає гравців до активної участі через розповідь чи сюжетну лінію. Навчальні відеоігри здатні мотивувати дітей та розвивати в них розуміння причинно-наслідкових зв'язків. Діти мають змогу виражати свою індивідуальність через навчання та залучення до соціальних питань. Сучасні ігри більше розвинені в соціальному напрямку: більшість підлітків, граючи з іншими, можуть об'єднати кілька аспектів суспільного та політичного життя. В школах ігрові освітні платформи суспільного спрямування, як наприклад Kahoot! Здобувають все більше зацікавлення, адже вони допомагають школярам здобути нові знання, взяти на себе відповідальність за власний навчальний прогрес, розвинути лідерські навички. Школярі, які беруть участь в навчальних відеоіграх, можуть виявляти глибші та змістовніші ідеї в усіх наукових сферах. 
Своїм успіхом ігрофіковане навчання завдячує активній участі та взаємодії гравців і тим самим показує, що сучасні навчальні методи недостатньою мірою залучають школярів до процесу. Ігрофікація є експансивною категорією, що варіюється від простих ігор з використанням паперу та олівців, до масових багатокористувацьких онлайн-ігор та рольових. Останні також забезпечують гравців можливістю провести експеримент та отримати зворотний зв'язок у формі наслідку чи винагороди, перебуваючи при цьому у «безпечному віртуальному світі».
Вбудований процес гри робить навчання цікавішим. Прогрес в усвідомленні нової концепції через гру змушує індивіда відчувати певну винагороду, незалежно від того він сприймає її як розвагу чи серйозний процес. Виклики реального світу простіше сприймаються через гру, що базується на ефективному, інтерактивному досвіді. У вдало спланованій грі вибір дії, відчуття наслідків та робота з орієнтацією на ціль дозволяють гравцям робити помилки, експериментуючи в середовищі вільному від ризиків. Ігри мають свої правила, структуру та цілі, що створюють певну мотивацію. Більшість ігор включають також проблемні ситуації із шляхами їх вирішення, що розвивають творче мислення. 
Ідентифікація з характером через відеогру є важливим фактором в навчальному потенціалі гравця. Деякі ігри дозволяють гравцям створювати свої аватари. Ці характеристики є виявом людини, що розробляє віртуального героя. Таке явище відкриває цілу низку наукових можливостей. Віртуальний світ може бути своєрідною лабораторією. Зв'язки та простір в іграх можуть симулювати цілісне суспільство з його відносинами без необхідності брати у них дійсну участь. Відповідно до поглядів Бейнбріджа інтерв'ю та етнографічні дослідження можуть проводитись в ігровій реальності. Схожі експерименти можуть стосуватись соціальної психології та когнітивних вчень.

### Вживання
Традиційно, такі технології навчання використовуються в школах з метою розв'язання проблем у формі розваги, зокрема у математиці. Зазвичай педагоги розробляють тематичні дослідження для ознайомлення студентів з конкретними техніками, щоб підготувати їх до головного завдання, виконання якого вимагає знання всіх вищезгаданих технік. Нещодавно розроблені навчальні ігри створювались також і для студентів вишів. Поєднання кейсів з реального світу із віртуальним середовищем допомагає їм здобувати постійний віртуальний навчальний досвід у форматі 24/7. Деякі загальноосвітні школи навіть вводять Common Core Standards, навчально-ігрові освітні програми, що використовуються педагогами для доповнення викладацьких програм.
В майбутньому технології та ігри мають стати симуляційним середовищем, яке дозволить розігрувати проблеми реального світу для їхнього вирішення. В професійній сфері, як наприклад авіація, симуляції уже використовуються для підготовки пілотів перед справжнім польотом. Тренування полягає у відтворенні можливих стресових ситуацій без реальних ризиків. Симуляційні ігри використовуються й в інших сферах, зокрема: шпигунські — у навчанні менеджерів з продажу застосовує Avaya, а 3D-симуляції — у тренуванні аварійно-рятувальні служби Нью-Йорка.
Перш ніж впроваджувати схожі методики у навчальний процес, педагог має визначити, які основні навички учні повинні здобути в ході гри. У випадку, якщо педагог не може сконцентруватись на головному завданні, використана гра не принесе бажаного результату через відсутність зв'язку з учнями. Аби уникнути цього, краще звернути увагу на демографічні особливості (вікову групу, рівень ознайомлення з матеріалом тощо), щоб матеріал не був занадто важким для сприйняття чи уже відомим. Раннє використання дітьми цифрових технологій спрощує роботу при виділенні основних вимог до програми. Вивчаючи досвід дитячого користування, можна визначити, у який спосіб інформація сприймається краще (способи презентації тексту, переваги у певному тематичному контенті, необхідні елементи в інтерфейсі користувача). Багатокористувацькі онлайн-ігри (MMO's), дають гравцю змогу покращити такі навички: комплексне навчання, мислення та соціальна практика. Вони також забезпечують соціальну мережу, яка сприяє взаємодії у грі та навчанні та покращує організацію команди та комунікацію в ній.

## Українські освітні ігри
Галичина 1918—1919 - українська настільна стратегічна гра, розроблена у 2018 році компанією EduGames до 100-річчя Західноукраїнської Народної Республіки.Вона  моделює події польсько-української війни 1918–1919 років